# 勒克卢瓦特尔普莱邦
勒克卢瓦特尔-普莱邦（法語：Le Cloître-Pleyben，法語發音：[lə klwatʁ plɛbɛ̃]）是法国菲尼斯泰尔省的一个市镇，属于沙托兰区。

## 地理
勒克卢瓦特尔-普莱邦（48°15'25"N, 3°53'26"W）面积20.42 平方千米，位于法国布列塔尼大區菲尼斯泰尔省，该省份为法国最西部的省份，位于布列塔尼半岛西部，北西南三面环大西洋，东临阿摩尔滨海省和莫尔比昂省。
与勒克卢瓦特尔-普莱邦接壤的市镇（或旧市镇、城区）包括：普洛内韦迪福、拉内代恩、莱农、普莱邦。
勒克卢瓦特尔-普莱邦的时区为UTC+01:00、UTC+02:00（夏令时）。

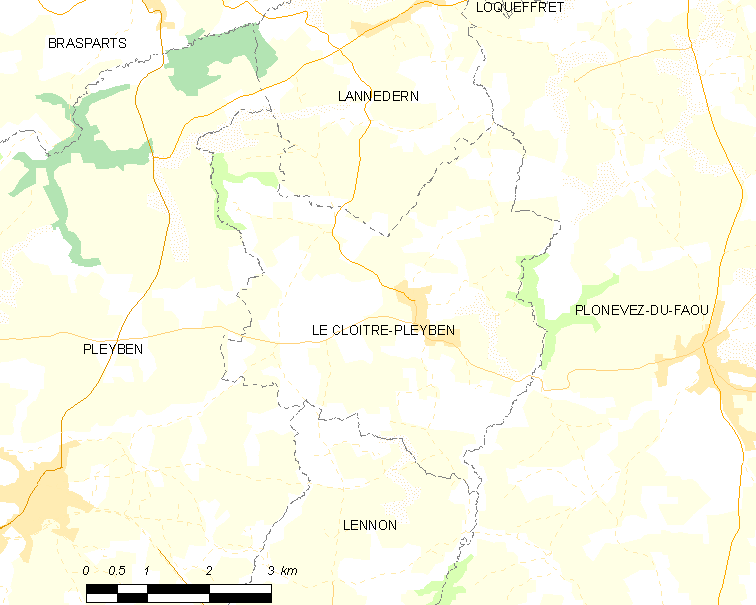
勒克卢瓦特尔-普莱邦的OSM定位图

## 行政
勒克卢瓦特尔-普莱邦的邮政编码为29190，INSEE市镇编码为29033。

## 政治
勒克卢瓦特尔-普莱邦所属的省级选区为布列克县。

## 人口

1962-2008年间勒克卢瓦特尔-普莱邦人口变化图示

勒克卢瓦特尔-普莱邦于2022年1月1日时的人口数量为508人。